# ZB ABeh 160 + ABeh 161
De ZB ABeh 160 + ABeh 161 zijn treinstellen, van type lichtgewichttrein met tandradaandrijving en lagevloerdeel voor het regionaal personenvervoer van de Zentralbahn (ZB).

## Geschiedenis

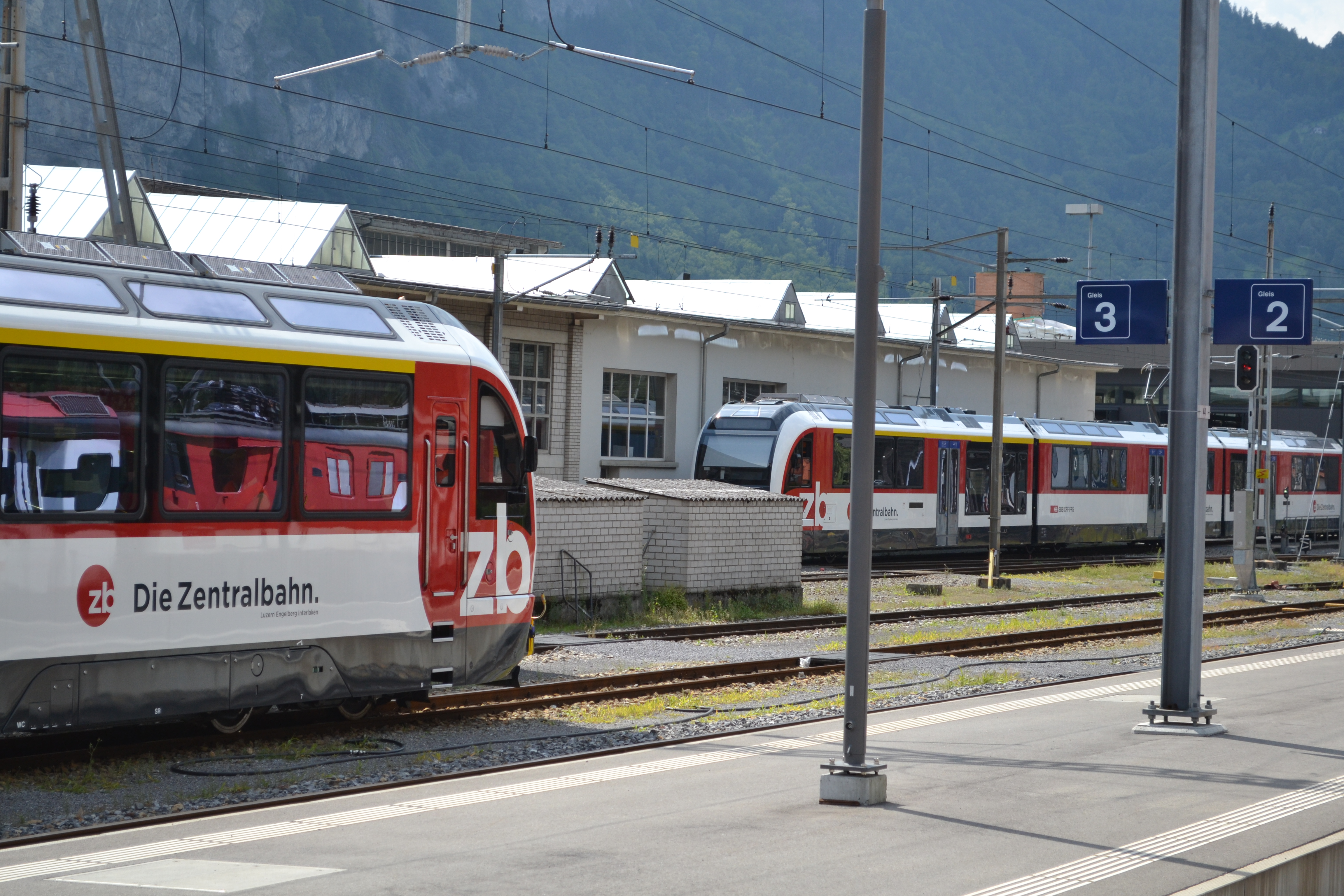
Treinstellen van de verschillende lengtes te Meiringen

In september 2009 bestelde Zentralbahn 10 Interregiotreinstellen bij Stadler Rail. Dit waren vier 7-delige treinstellen type ZB ABReh 150 met de typenaam ADLER en zes 3-delige treinstellen type ABeh 160, typenaam FINK. Deze treinen werden ontwikkeld voor smalspoorlijnen met tandstaaf. Beide soorten treinen zijn gebaseerd op hetzelfde concept. Wat betreft de aandrijving zijn de 7-delige stellen gelijk aan twee 3-delige stellen, met ertussen een niet aangedreven restauratierijtuig.
Op 15 februari 2012 vond in Bussnang bij Stadler Rail de roll-out van deze treinstellen plaats. Op 16 augustus 2012 vond de eerste commerciële rit plaats.
Op 22 september 2014 werd bekend dat Zentralbahn voor CHF 53 miljoen nog vijf treinstellen van het type FINK bij Stadler Rail heeft besteld. Deze treinstellen worden in de herfst van 2016 geleverd.

## Constructie en techniek
Het treinstel bestaat uit drie rijtuigbakken van aluminium. Elk treinstel bestaat uit een middenbak op twee draaistellen, waarvan de binnenste assen een in hoogte verstelbare tandwielaandrijving (tandradsysteem Riggenbach) hebben.
Nieuw ontwikkelde tandradaandrijving
Door het tandwiel ten opzichte van de tandstaaf instelbaar te maken is het mogelijk om grotere onderhoudsintervallen uit te voeren.
De andere twee rijtuigbakken zijn aan de ene kant opgehangen aan de middenbak en hebben aan de andere kant een draaistel met twee apart aangedreven assen (adhesie). Deze twee bakken hebben een lagevloergedeelte.
De treinstellen kunnen tot twee stuks gecombineerd rijden. De treinstellen zijn uitgerust met luchtvering, airconditioning en panoramaruiten. Er is een gesloten toiletsysteem aanwezig, dit is toegankelijk voor gehandicapten.

## Treindiensten
Het treinstel wordt in 2012/2013 door de Zentralbahn ingezet op de volgende traject:
- Luzern - Interlaken Ost